# Celosterna javana
Celosterna javana är en skalbaggsart som beskrevs av White 1858. Celosterna javana ingår i släktet Celosterna och familjen långhorningar. Inga underarter finns listade.